# Тит Аврелій Фульв
Тит Авре́лій Фульв (лат. Titus Aurelius Fulvus; друга половина I століття) — політичний і державний діяч часів Римської імперії, консул 89 року, батько римського імператора Антоніна Пія.

## Біографія
Походив з  роду Авреліїв, тієї частини його, що вийшли з міста Немауз, провінції Нарбонська Галлія. Його батьком був Тит Аврелій Фульв, консул 85 року.
Тит Аврелій ймовірно був включений до складу сенату під час спільної  цензури імператора Веспасіана і його сина Тита в 73-74 роках. У 89 році Тита Аврелія було обрано консулом разом з Марком Азіна Атраціном. Незабаром після консульства Тит Аврелій Фульв помер. За правління його сина Антоніна Пія на його честь була зведена статуя. Як повідомляє «Історія Августів», Фульвій «відрізнявся суворістю й непідкупністю».

## Родина
Дружина Аррія Фаділла, дочка дворазового консула Гнея Аррія Антоніна.
- Син Антонін Пій, римський імператор.